# Haliclona liber
Haliclona liber är en svampdjursart som först beskrevs av Kazuo Hoshino 1981.  Haliclona liber ingår i släktet Haliclona och familjen Chalinidae. Inga underarter finns listade i Catalogue of Life.